# A Symphony: New England Holidays

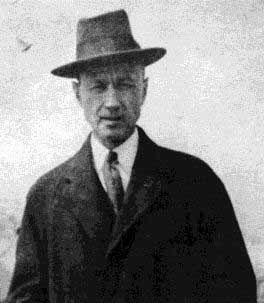
Ives hacia 1913.

A Symphony: New England Holidays, S. 5 (K. 1A4), también conocida como Holiday Symphony, es un conjunto de cuatro obras orquestales compuestas por Charles Ives entre 1897 y 1913.

## Historia

### Composición
Charles Ives tuvo la idea de escribir una sinfonía navideña durante el verano de 1905. Refiriéndose a este conjunto de piezas Ives declaró que "son piezas separadas y pueden pensarse y tocarse como tales. Estas cuatro juntas se llamaron sinfonía, y más tarde sólo conjunto de piezas...". Se burlaba de los críticos que se horrorizaban de su estilo descarado y explicaba sus razones para concebir la obra de este modo: "Me estaba cansando de oír a los chicos del lirio decir: '¿Esto es una sinfonía? Piedad!" Como muchas de sus obras, esta se inspira en recuerdos nostálgicos de la infancia del compositor. Cada uno de los cuatro poemas sinfónicos que lo componen toma como título una festividad diferente que evocaba al compositor recuerdos con asociaciones musicales específicas.
Quería escribir cada movimiento como si estuviera basado en el recuerdo de sus vacaciones de la infancia por parte de un hombre adulto. "Hay melodías como iconos, resonando con la memoria y la historia, con la guerra, la infancia, la comunidad y la nación". El compositor construyó estos movimientos basándose en recuerdos personales de su pasado, por ejemplo de su padre, George Ives, y de la ciudad de Danbury. Su padre tuvo un gran impacto en las composiciones de Ives, especialmente después de su muerte en noviembre de 1894. Vivió en Danbury durante su infancia, una ciudad que alberga muchas de las experiencias de su vida que lo inspiraron a componer su Holiday Symphony.
Esta obra ejemplifica la "multitonalidad en la rearmonización de la música ... y la mezcla de varias claves." Es notoria por sus citas, en particular por su compleja superposición de múltiples fuentes. Sin la plétora de citas la obra perdería su capacidad de evocar recuerdos y emociones.

### Estreno
Los primeros tres movimientos de la Sinfonía se interpretaron en Estados Unidos y en Europa en 1931 y 1932 bajo la dirección de Nicolas Slonimsky. “Los conciertos crearon una gran expectación: risas, protestas, entusiasmo. La música de Ives nunca ocupó más que un lugar modesto en cada uno de los programas, pero varios críticos importantes la señalaron con comentarios serios y de admiración". El estreno de la obra completa no llegó hasta el 9 de abril de 1954.

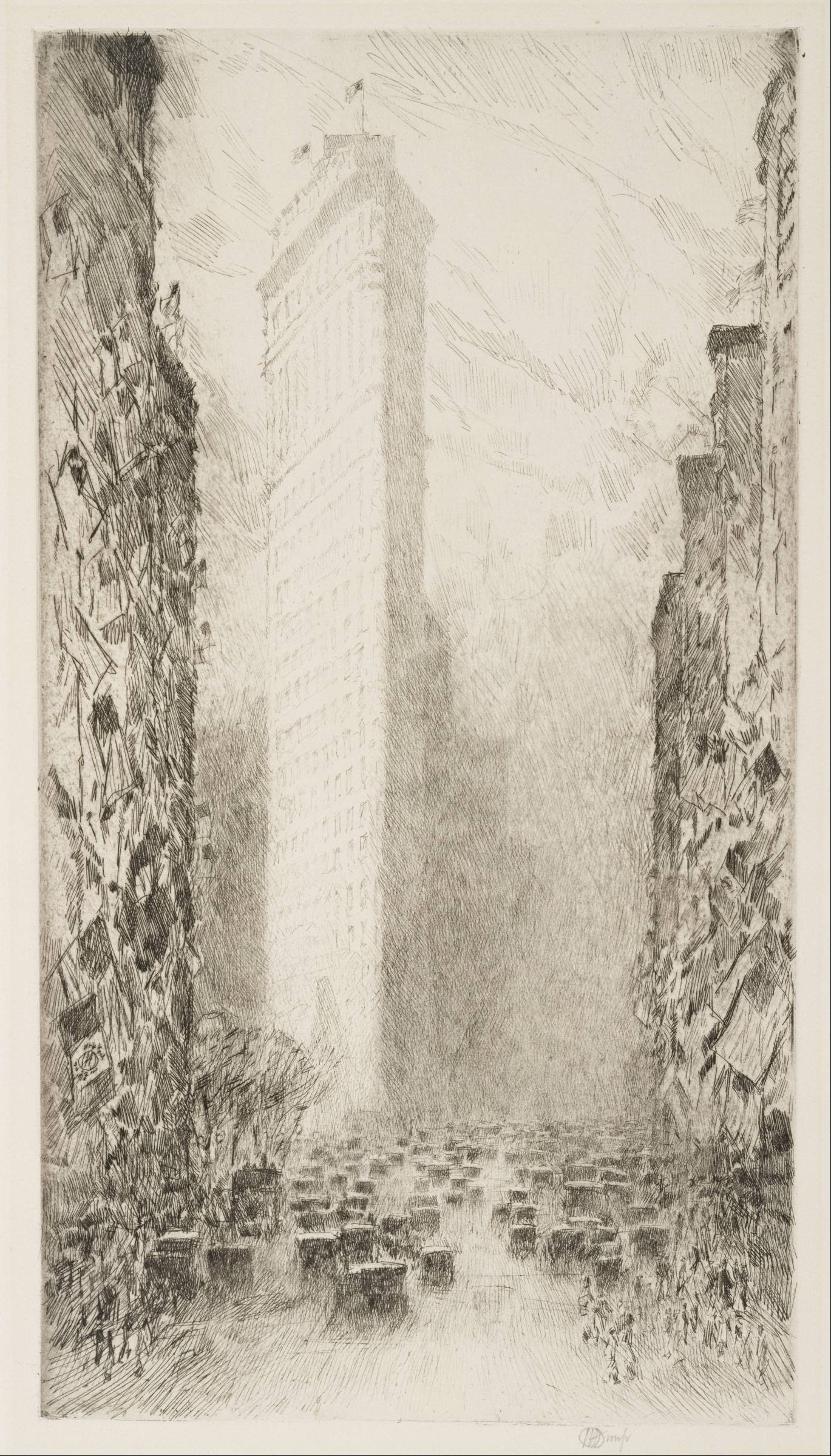
Childe Hassam - Washington's Birthday--Fifth Avenue at 23rd Street

## Estructura y análisis
La pieza consta de cuatro movimientos:
- I. Washington's Birthday (El cumpleaños de Washington)
- II. Decoration Day (El día de los caídos)
- III. The Fourth of July (El cuatro de julio)
- IV. Thanksgiving and Forefathers' Day (Acción de Gracias y Día de los Antepasados)

La interpretación de la obra completa dura aproximadamente 30 minutos. Cada movimiento se corresponde respectivamente con una estación en este orden: invierno, primavera, verano y otoño. Si bien estas piezas juntas forman una sinfonía, pueden tocarse individualmente y considerarse como obras separadas. Como dicta Ives en sus memorias:

«No existe una conexión musical especial entre estos cuatro movimientos... lo que me lleva a observar que una gran cantidad de formas más grandes (sinfonías, sonatas, suites, etc.) pueden no siempre formar necesariamente, o como originalmente se pretendía formar, como tal un todo orgánico completo ya que el aliento de unidad se sofoca por completo si uno o dos movimientos se tocan por separado a veces.»

El compositor hace un uso variado y único de la disonancia que le dio a sus obras un rango de emoción más dinámico. "Cada [movimiento] expresa su particular sentimiento... [usando] la mezcla de voces estilísticas, el meta-estilo, que se había convertido en una segunda naturaleza para Ives. Todos contienen el patrón compartido de unir música lenta introvertida y música rápida extrovertida".

### I.Washington's Birthday (El cumpleaños de Washington)

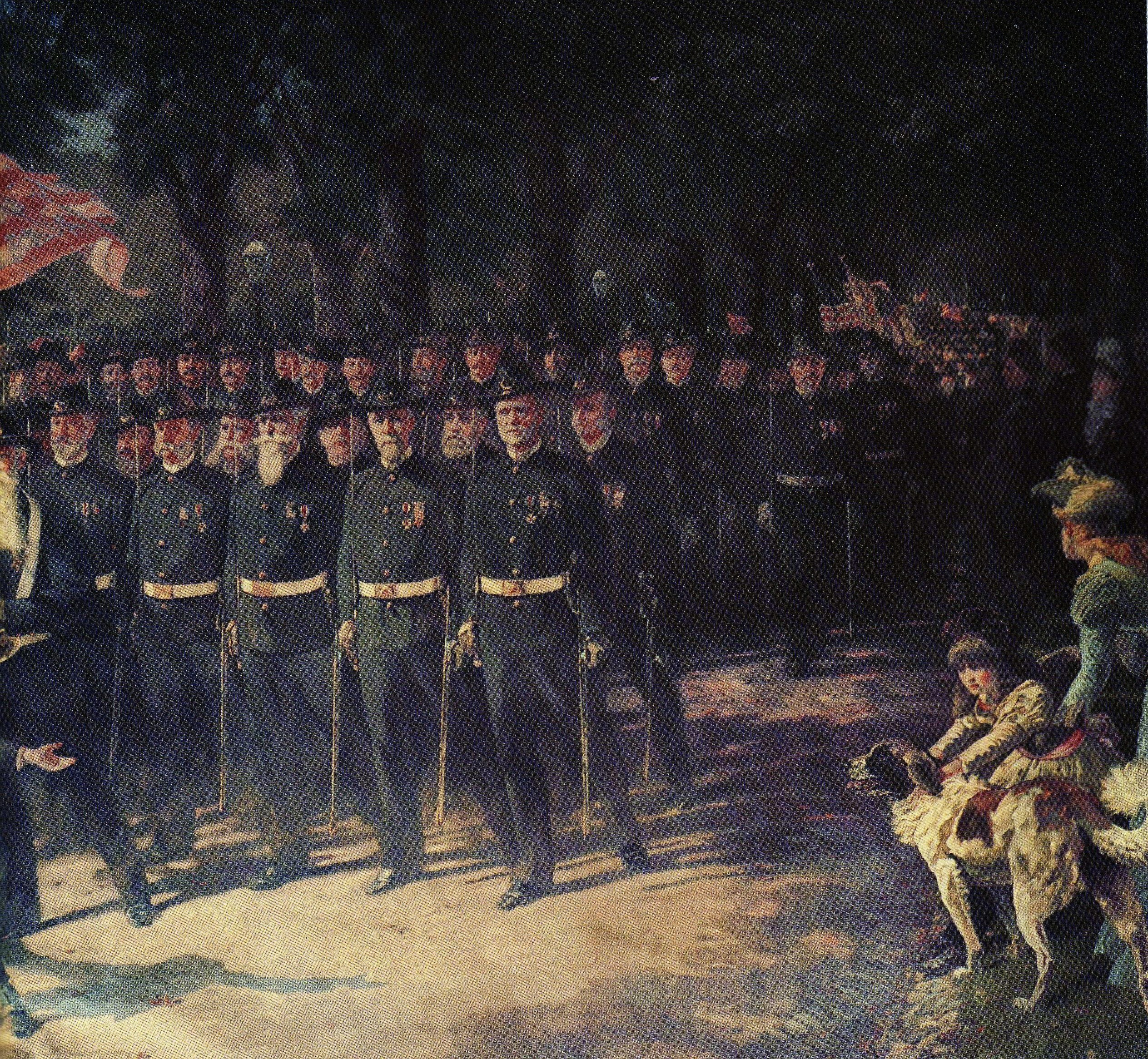
The March of Time, por Henry Sandham

El primer movimiento, "Washington's Birthday", fue finalizado en 1909, pero se volvió a componer y se publicó en 1913. Fue la primera pieza de Ives que se grabó en 1934 cuando Slonimsky dirigió la Pan-America Orchestra para el sello New Music Quarterly Recordings. Su duración es de once a doce minutos.  
Está escrito para cuerdas, incluido un violín fuera del escenario, para una trompa, una flauta (flautín doblado), un juego de campanas y arpas judías.  
Representa un baile en un granero en pleno invierno, con los acordes de "Turkey in the Straw" y "Camptown Races". En las notas que acompañan a la partitura, Ives lo describe así:

«La banda de violines, pífanos y trompas del pueblo interpreta un interminable popurrí de 'break-down', y los jóvenes 'saludan a sus parejas y hacen equilibrios en las esquinas' hasta medianoche; cuando la fiesta termina, las canciones sentimentales de aquellos días se cantan medio en broma, medio en serio, y con el inevitable 'adiós a las damas', lo 'social' da paso a la tristeza gris de la noche de febrero.»

Se trata de una pieza impresionista "que presenta una armonía compleja compuesta principalmente por cuerdas de muchas líneas". Para la primera parte, Ives pretendía recrear una noche fría y triste de febrero. "Los acordes disonantes, en su mayoría de tonos completos, suben y bajan en un movimiento paralelo para sugerir las ventiscas en las colinas." La parte del allegro en el medio de la pieza refleja viejas melodías de baile de granero; "múltiples ostinati disonantes superpuestos evocan el alboroto de la gente". La danza de granero contiene la imagen de un país tocando el violín tradicional; un homenaje a John Starr, un artista popular que murió en 1890 a los 48 años. La pieza termina con "los músicos somnolientos entonando el tradicional 'Buenas noches, señoras' y después la música parece disolverse en la mente", mientras "un solo de violín toca reminiscencias de las melodías del violín tradicional, representando recuerdos de la danza que resuena en la mente de los jóvenes mientras regresan a casa".

### II.Decoration Day (El día de los caídos)

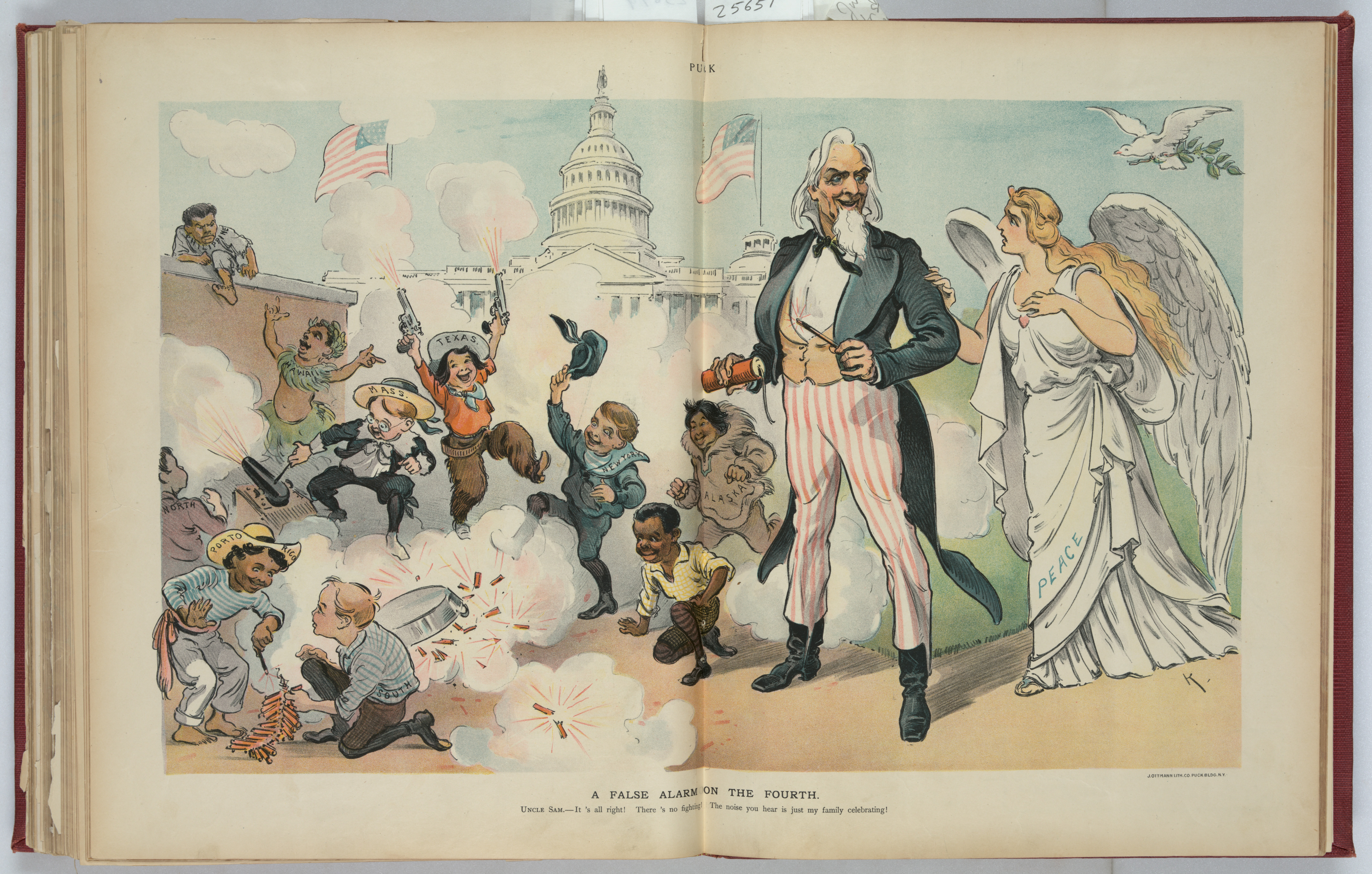
American 1902 Fourth of July fireworks

El segundo movimiento, Decoration Day (El día de los caídos), fue completado en 1912. La partitura de esta pieza se publicó por primera vez en 1989. Su duración es de nueve a diez minutos. 
Está escrito para una orquesta completa formada por 2 flautas con flautín opcional, 2 oboes y corno inglés solo, 2 clarinetes y clarinete en mi bemol opcional, 2 fagots, 4 trompas, 2 o 3 trompetas, 3 trombones, tuba, timbales, caja, bombo con platillos adjuntos, campanas agudas o celesta, campanas graves y cuerdas. Numerosos instrumentos están indicados para tocar fuera del escenario, incluido el corno inglés, dos violines solos y una viola sola, las campanas altas y bajas, y una trompeta que imita una corneta militar.
Rememora la festividad en honor a los veteranos de la Guerra Civil, que en la actualidad ha sido sustituida por el Memorial Day. Ives toma la inspiración para esta pieza de escuchar a la banda de música de su padre tocar en esa festividad. Tras reunirse la multitud en la plaza, la banda marchaba desde el Monumento a los Soldados en el centro de Danbury hasta el Cementerio de Wooster al son de "How Firm a Foundation". La llegada de la comitiva a su destino está marcada por el toque de "Taps", combinado con los acordes de "Nearer My God to Thee". Este momento sombrío contrasta con el alegre desfile de regreso a la ciudad, acompañado por la estridente reinterpretación de Ives de la "Segunda Marcha de la Guardia Nacional de Connecticut".
"La pieza comienza con una sección meditativa extendida, principalmente para cuerdas", que simboliza la mañana y "el despertar de la memoria". Ives propone que los músicos antes mencionados como separados de la orquesta toquen como si estuvieran solos, en lo que él llama "líneas en la sombra". La música se desarrolla lentamente, produciendo una extraña mezcla de tonalidades mayores y menores. El compositor comienza a incorporar sus recuerdos en la obra transformando la alegre "Marching Through Georgia" en la lúgubre "Tenting on the Old Camp Ground". En este punto, estamos de vuelta en el cementerio donde se detiene la banda de música de su padre, cuando Ives tocaba "Taps" de niño, por tanto la incluye de tal manera que sirve para allanar el camino de la sección triste a la sección eufórica. "Taps" se combina con "Nearer My God to Thee" tocado por las cuerdas. "En la última nota de 'Taps', la música comienza a surgir con un ritmo de tambor que va en aumento hasta que con un corte repentino estamos en medio de la marcha de regreso a la ciudad, y a la melodía resonante del 'Second Regiment'".

### III.The Fourth of July (El cuatro de julio)
El tercer movimiento, The Fourth of July (El cuatro de julio), fue terminado en el verano de 1912. Su duración es de seis a siete minutos.  

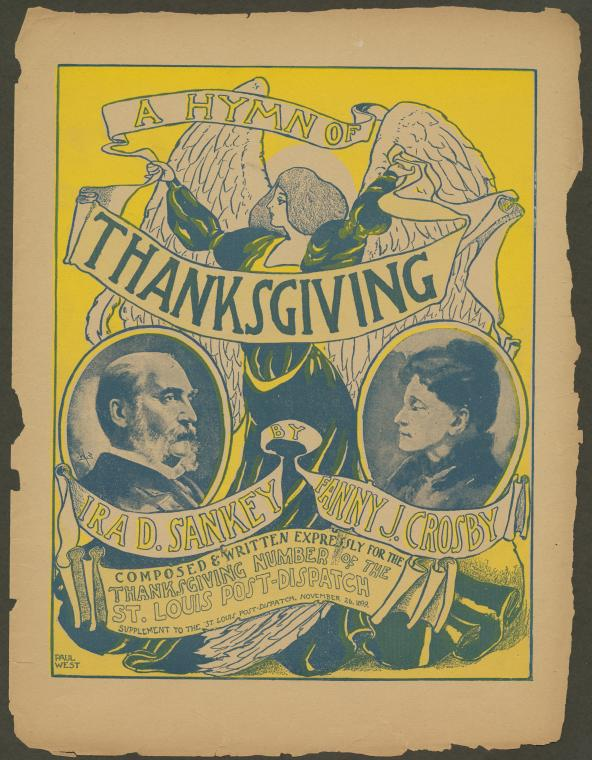
Hymn of Thanksgiving

Está escrito para una orquesta completa formada por 2 flautas, uno o dos flautines, opcionalmente dos o tres pífanos, dos oboes, dos o tres clarinetes, dos fagots y contrafagots, 4 trompas, 3 trompetas y 1 corneta, 3 trombones y 1 tuba, timbales, caja, bombo y platillos, xilófono, 2 intérpretes en diferentes tonos de campanas, piano y cuerdas, incluidos tres violines solistas "extra".
Ives quería ejemplificar la emoción y la libertad que siente un niño durante las celebraciones del 4 de julio. La impresión que Ives tiene de esta festividad toma forma como una complicada combinación de marchas y melodías bien conocidas, así como de material de nueva composición, compensado por ritmos extraños y ensamblado en un conjunto animoso y travieso. Característicamente, Ives hace uso de mucho material musical del siglo XIX con asociaciones patrióticas, que hacen apariciones destacadas en esta celebración esquizofrénica y multicapa. Entre otras se incluyen: "Yankee Doodle", "Dixie", "Battle Cry of Freedom", "Marching Through Georgia", "Battle Hymn of the Republic", "Sailor's Hornpipe", "Battle Cry of Freedom", "The White Cockade", "Tramp! Tramp! Tramp!", "The Girl I Left Behind Me", “Hail, Columbia", "Garryowen", "The Irish Washerwoman", "My Country, 'Tis of Thee", "The Star-Spangled Banner", "Columbia, the Gem of the Ocean", Katty Darling de Vincenzo Bellini y Kingdom Coming de Henry Clay Work.

Esta es una de las piezas más desafiantes de Ives ya que la superposición de una gran cantidad de citas crea una mayor disonancia y requiere diversas proezas pirotécnicas por parte de la orquesta. La pieza se abre con cuerdas entrando con suavidad; el sonido y la intensidad rítmica se amplifican constantemente. Esto da paso a un material parecido a un desfile con la marcha "Columbia, the Gem of the Ocean", seguida de fuegos artificiales, simulados con la inclusión de "The General Slocum". Se cierra pacíficamente con la imagen de las chispas que caen, señalando el final de la fiesta.

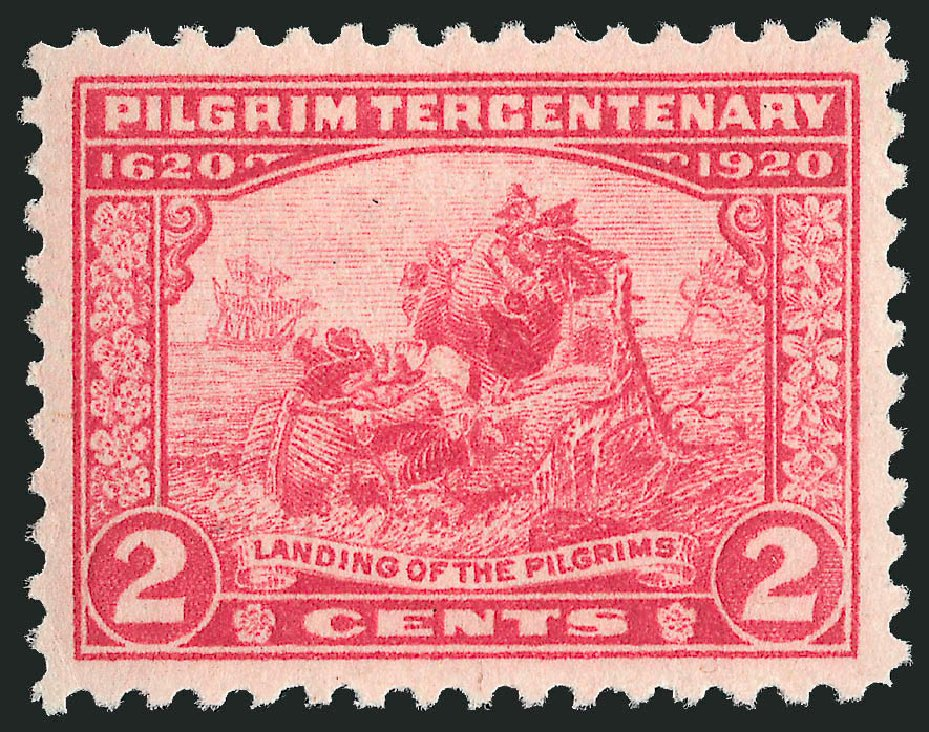
1920 US stamp Pilgrim Tercentenary Landing

### IV.Thanksgiving and Forefathers' Day (Acción de Gracias y Día de los Antepasados)
El cuarto y último movimiento, Thanksgiving and Forefathers' Day (Acción de Gracias y Día de los Antepasados), fue el primer movimiento que Ives escribió del conjunto. Comenzó a escribirlo en 1887 como dos piezas para órgano, un preludio y un posludio, destinadas para un servicio religioso del Día de Acción de Gracias. Esta es una de las razones por las que parece musicalmente tan conservador en comparación con los otros tres movimientos. En 1904 terminó de orquestarlo como un movimiento orquestal.
Está escrita para 2 o 3 flautas, flautín, 2 oboes, 2 o 3 clarinetes, 2 o 3 fagots, contrafagot, 4 o 5 trompas, 3 o 4 trompetas, 3 o 4 trombones y tuba, timbales, 2 o 3 ejecutantes en diferentes tonos de campanas, 1 o 2 intérpretes en diferentes tonos de campanas, celesta, piano y cuerdas, así como un coro fuera del escenario y una banda opcional fuera del escenario  de 4 trompetas, trombón y contrafagot.
Según Ives, esta pieza intenta retratar "la severidad, fuerza y austeridad del carácter puritano" mediante acordes mayores y menores separados por un compás, así como en su obstinada politonalidad y contundente textura. Aunque "Acción de Gracias" hace referencia a varios himnos, uno en particular recibe un énfasis añadido en una configuración para coro. A medida que el movimiento alcanza su clímax, las voces exclaman: "Oh Dios, bajo Tu mano guiadora nuestros padres exiliados cruzaron el mar; y cuando pisaron la invernal orilla, con oración y salmo te adoraron". "La sección central tiene una sencillez y una gracia folclóricas que Ives rara vez se permitía en la música orquestal". La pieza también contiene "un tema de cosecha que es una especie de contrapunto fuera de ritmo y fuera de tono".